# Bảo Đại vietnámi császár
Bảo Đại (Huế, 1913. október 22. – Párizs, 1997. július 30., 1997. július 31. vagy 1997. augusztus 1.) volt Vietnám utolsó, illetve a Nguyễn dinasztia tizenharmadik és egyben utolsó császára.

## Élete
Nguyễn Vĩnh Thụy néven született Vietnám akkori fővárosában, Huếban. Apja Khải Địnhcsászár. A párizsi Lycée Condorcet-ban és a Politikatudományi Intézetben tanult. 1925-ben apja halála után került a trónra, és felvette a Bảo Đại nevet. Vietnám – Francia-Indokína részeként – ekkor Franciaország gyarmata volt.
1934. március 20-án vette feleségül Nam Phuongot, akitől öt gyermekük született.
1940-ben Indokínát megszállták a japánok. Japán nyomásra Bảo Đại kikiáltotta Vietnám függetlenségét. 1945-ben a japánok kivonultak, és Vietnámban az addig a japánok ellen harcoló kommunista partizán szervezet, a Việt Minh próbálta magához ragadni a hatalmat. A kommunisták vezetője Ho Si Minh meggyőzte a császárt, hogy adja át neki a hatalmat, cserébe Bảo Đại megtarthatja a császári címet, illetve az új kormányban a „legfőbb tanácsadó” szerepét kapja. 1945. szeptember 2-án kikiáltották Vietnám függetlenségét. Ezt nem nézték jó szemmel az Indokínába visszatérő franciák, akik szerették volna a háború előtti gyarmati birodalmat újraépíteni. Vietnámban zavargások és harcok törtek ki, ezért 1946-ban Bao Dai elhagyta az országot és Hongkongban és Kínában élt. 1949-ben a franciák meggyőzték, hogy térjen vissza Vietnámba, hogy betöltse az államelnöki posztot. Bár a posztot betöltötte, de rövid idő múlva ismét elhagyta szülőhazáját, és Párizsba költözött. Az első indokínai háború tovább folytatódott a franciák és a Việt Minh között, míg végül 1954-ben a Điện Biên Phủ-i csata során a franciák megsemmisítő vereséget szenvedtek.
Az 1954-es genfi békemegállapodás értelmében Vietnámot a 17-ik szélességi foknál ketté osztják. Az északi részen Ho Si Minh, a déli részen a franciák által támogatott Bảo Đại került hatalomra. Az államelnök Ngô Đình Diệmet jelölte ki a dél-vietnámi kormány élére. Diệm végül 1955-ben – választási csalással – magához ragadta a hatalmat, kikiáltotta a Vietnámi Köztársaságot és menesztette Bảo Đạit. Bảo Đại újból elhagyta Vietnámot és végleg Párizsban maradt egészen 1997-ben bekövetkezett haláláig. Párizsban a Passyi temetőben helyezték végső nyugalomra.